# 海岸别样栖海冰菌
海岸别样栖海冰菌（学名：Aliiglaciecola litoralis）前称海岸潮滩杆状菌、海岸异冰居菌或海岸潮汐杆菌，是别样栖海冰菌属的下属物种。此物种是一种好氧，革兰氏阴性，运动性、无色素、过氧化氢酶阳性、氧化酶阳性且嗜温的杆状细菌。此物种最早从日本海近海收集的沙质沉积物样本中分离出来。此物种最开始被分类为潮滩杆状菌属的物种，并于2013年被重新分类为别样栖海冰菌属的物种。